# 福爾德山
76°53′S 162°5′E / 76.883°S 162.083°E
福爾德山（Mount Forde），是南極洲的山峰，位於維多利亞地的斯科特海岸，處於馬斯頓山西北面4公里的亨特冰川源頭，海拔高度超過1,200米，現時由南極條約體系管理。